# Доњи Кућан
Доњи Кућан је насељено место у саставу града Вараждина у Вараждинској жупанији, Хрватска. До територијалне реорганизације у Хрватској налазио се у саставу старе општине Вараждин.

## Становништво
На попису становништва 2011. године, Доњи Кућан је имао 716 становника.

## Попис1991.
На попису становништва 1991. године, насељено место Доњи Кућан је имало 636 становника, следећег националног састава:
| Попис 1991.‍  | Попис 1991.‍  | Попис 1991.‍ | Попис 1991.‍ | Попис 1991.‍ |
| ------------ | ------------ | ----------- | ----------- | ----------- |
|              |              |             |             |             |
| Хрвати       | Хрвати       |             | 626         | 98,42%      |
| Словенци     | Словенци     |             | 1           | 0,15%       |
| регион. опр. | регион. опр. |             | 1           | 0,15%       |
| непознато    | непознато    |             | 8           | 1,25%       |
| укупно: 636  |              |             |             |             |